# Phoebastria irrorata
Phoebastria irrorata, có thể được gọi là hải âu vẫy, là một loài chim trong họ Diomedeidae..

## Phạm vi
Loài hải âu này sinh sản chủ yếu trên Đảo Española thuộc Quần đảo Galápagos; tuy nhiên, đã từng xuất hiện những con không sinh sản và ví thế có thể tồn tại một số lượng nhỏ, khoảng 10 tới 20 cá thể sinh sản trên Đảo Genovesa và Isla de la Plata. Trong thời gian không sinh sản chúng sẽ di cư tới vùng thềm lục địa phía đông và đông nam ngoài khơi Peru và Ecuador. Thỉnh thoảng chúng cũng xuất hiện tại Colombia.

## Hành vi

### Thức ăn
Thức ăn của mó chủ yếu là cá, mực và động vật giáp xác, cũng như những loài chim nhỏ hơn.

## Bảo tồn
| Địa điểm sinh sản  | Cặp sinh sản | Xu hướng                     |
| Isla de la Plata   | từ 20 đến 40 | không rõ                     |
| Quần đảo Galápagos | 34,660       | giảm từ 1 đến 19% qua 84 năm |
| Tổng               | 34,700       | giảm từ 1 đến 19% qua 84 năm |